# Trix (dinosaure)
Pour les articles homonymes, voir Trix.
Trix est un spécimen de dinosaure fossilisé appartenant à l'espèce Tyrannosaurus rex, découvert en 2013 dans le Montana, aux États-Unis, par une équipe de paléontologues néerlandais du Centre de biodiversité Naturalis situé à Leyde aux Pays-Bas, où il est conservé sous le numéro d'inventaire RGM 792.000. Vieux de 67 ou 68 millions d'années, le squelette est en excellent état de conservation avec plus de 96% des os conservés, ce qui en fait le deuxième spécimen de Tyrannosaurus rex le plus complet au monde à l'heure actuelle.

## Histoire de la découverte
Ce squelette de Tyrannosaurus rex a été découvert en 2013 dans le Montana, aux États-Unis, par une équipe de paléontologues néerlandais du Centre de biodiversité Naturalis situé à Leyde aux Pays-Bas. Le spécimen a été baptisé « Trix » par allusion à l'ancienne reine des Pays-Bas Beatrix (qui a régné de 1980 à 2013).
Afin de faire venir le T-rex jusqu'aux Pays-Bas, ce qui représente un coût supérieur aux moyens du musée, le musée Naturalis lance fin 2013 une campagne de financement Tientje voor T Rex promue par des boîtes de collecte de dons dans les commerces et par une publicité diffusée à la télévision qui montrait un dinosaure maladroit faisant du porte-à-porte pour quémander de la monnaie. Les dons réunis permettent de payer les 5 millions d'euros nécessaires à l'achat des fossiles auprès des propriétaires du terrain sur lequel le fossile a été découvert.
Le Black Hills Institute collabora dans les fouilles paléontologiques sur le site de la découverte mais l'accord entre les deux pays avait établi que ce spécimen appartiendrait au musée Naturalis, des Pays-Bas. Le squelette fut entièrement dégagé, nettoyé et monté au Black Hills Institute.
Le squelette quitte Chicago par avion en direction d'Amsterdam le 23 août 2016. Cela fait de lui l'un des deux seuls à avoir quitté le continent américain et à être conservés en permanence en Europe,.
Le paiement du squelette de « Trix » aux propriétaires du terrain du Montana sur lequel il a été découvert donne lieu à un conflit juridique entre plusieurs propriétaires de terrain, chacun affirmant être celui qui doit recevoir le paiement.

## Description

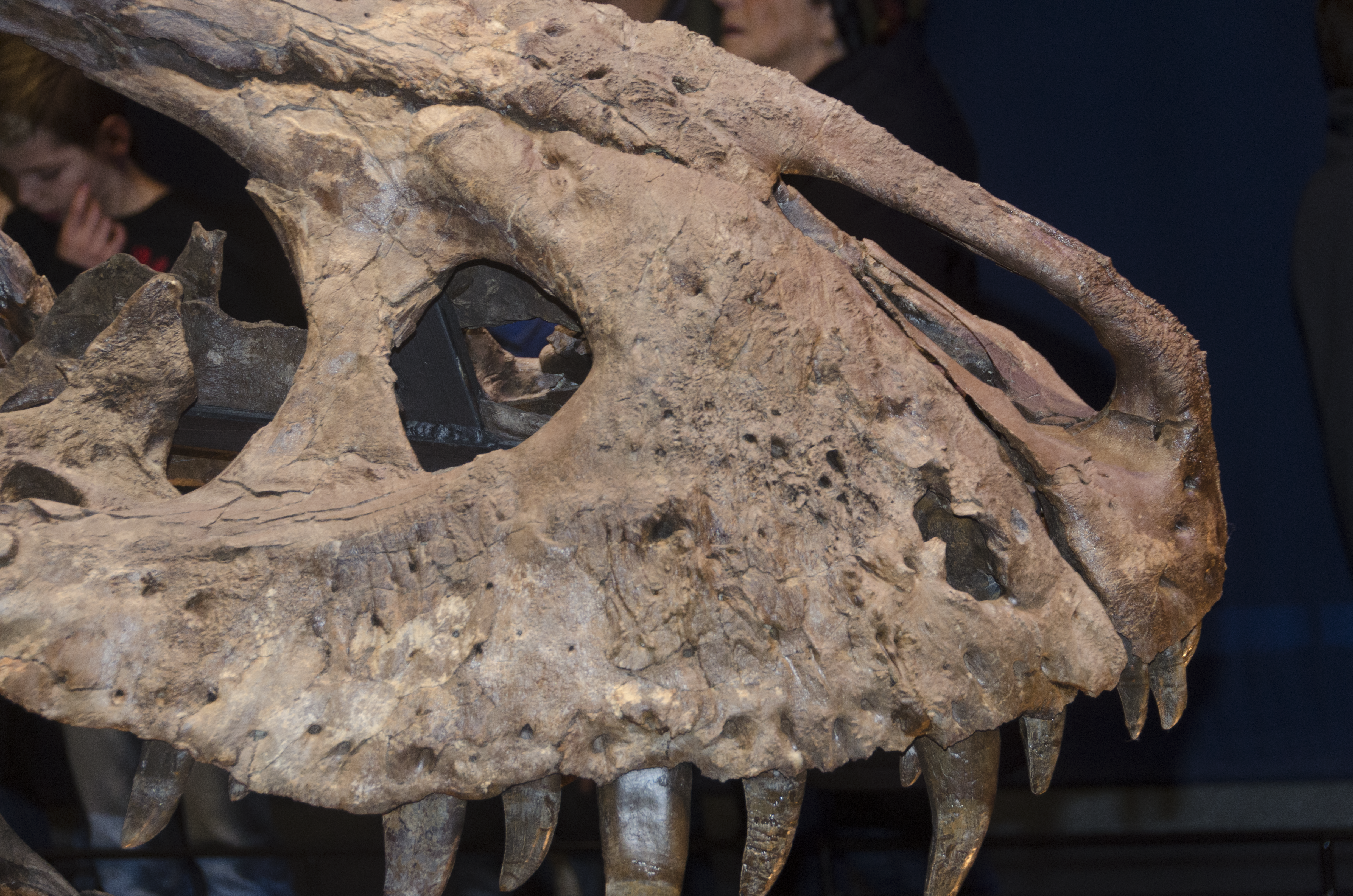
Le maxillaire droit de « Trix » porte des marques causées par une infection.

Le squelette de ce Tyrannosaurus rex est remarquable par son état de conservation avec 80% des os conservés. Les os ont été nettement moins déformés que ceux de la plupart des fossiles de dinosaures, habituellement compressés par le poids des strates géologiques accumulées sur leurs os au fil du temps après leur mort.
Le spécimen mesure 12,5 mètres de long. On suppose que « Trix » mesurait 4 ou 5 mètres de haut et qu'elle pesait autour de 5 tonnes. Au vu de la taille et de l'épaisseur des os, les chercheurs supposent que le squelette est celui d'une femelle, probablement morte âgée de plus d'une trentaine d'années, c'est-à-dire à un âge assez avancé pour un tyrannosaure.
Le squelette porte les marques de plusieurs problèmes de santé. Plusieurs vertèbres sont déformées, ce qui indique une maladie. « Trix » a également reçu plusieurs blessures au cours de sa vie. La mandibule inférieure gauche porte une série de trous qui sont des marques de dents identifiées comme ayant été infligées par un autre Tyrannosaurus rex ; des marques de cicatrisation indiquent que « Trix » a survécu à cette blessure. « Trix » a eu des côtes fracturées sur le flanc, côtes qui se sont ressoudées ensuite. « Trix » souffrait aussi d'arthrose au niveau de la queue.

## ExpositionT. rex in Town
Pendant la rénovation du musée Naturalis (2017-2019), Trix a été envoyée faire une tournée internationale sous la forme d'une exposition itinérante intitulée T. rex in Town (« Un T. rex arrive en ville ») et dont le parcours prévu à l'origine incluait plusieurs villes d'Europe et une ville en Chine, Macao. Ce parcours d'expositions itinérantes a été complété à l'exception de l'exposition à Macao, la seule à avoir été annulée, remplacée par la ville de Glasgow en Écosse. Ainsi, le squelette de Trix, de 12,5 m de long, a d'abord été exposé au musée Naturalis en 2016 dans un vieux bâtiment du musée Naturalis, le bâtiment Pesthuis, avant de retourner au Musée en août 2019 dans une salle spécialement aménagée pour le recevoir.
De septembre 2016 à juillet 2019, la liste complète d'expositions itinérantes est la suivante (avec des modifications locales du nom de l'exposition dans les cas de Salzbourg, Barcelone et Paris):
- Leyde, Pays-Bas : T. rex in Town (10 septembre 2016 – 6 juin 2017)
- Salzbourg, Autriche : T. rex in Salzburg* (23 juin 2017 – 16 octobre 2017)
- Barcelone, Espagne : Què li va passar a la Trix?* (27 octobre 2017 – 25 février 2018[10],[11])
- Paris, France : Un T. rex à Paris* (6 juin 2018 – 2 septembre 2018 ; prolongée jusqu'au 4 novembre 2018[12],[13])
- Macao, Chine : (annulée, remplacée par l'exposition en Écosse)
- Lisbonne, Portugal : T. rex in Town (15 décembre 2018 – 31 mars 2019)
- Glasgow, Écosse : T. rex in Town (18 avril 2019 – 31 juillet 2019)
- Bruxelles, Belgique : T. rex (8 octobre 2021 - 07 août 2022)

* Noms locaux modifiés : T. rex in Salzburg (« Un T. rex à Salzbourg ») est le nom en allemand de l'exposition organisée à Salzbourg. Què li va passar a la Trix? (« Qu'est-il arrivé à Trix ? ») est le nom en catalan de l'exposition organisée à Barcelone. Un T. rex à Paris est le nom choisi en français par le MNHN pour l'exposition organisée à Paris.
L'exposition parisienne, en France, eut lieu dans la galerie de Minéralogie et de Géologie du Muséum national d'histoire naturelle,. Pour l'occasion, un squelette d'edmontosaure, conservé dans les réserves du Muséum depuis 1911, fut monté et aussi exposé au public dans le parcours de l'exposition, cela pour illustrer le type de proie le plus habituellement consommé par le prédateur,. Après l'exposition à Glasgow, Trix regagna les Pays-Bas vers la mi 2019, dans sa nouvelle salle construite sur mesure au musée Naturalis.

## Exposition d'un moulage
Du 8 octobre 2020 au 7 août 2021, lors d'une exposition temporaire intitulée T. rex, un moulage de Trix a été exposé au Muséum des sciences naturelles, à Bruxelles, en Belgique.